# Derby Records (1949)

„Life Is Just a Bowl of Cherries“, Jaye P. Morgans erster Plattenerfolg auf Derby

Derby Records war ein US-amerikanisches Jazz- und Rhythm-&-Blues-Label, das von 1949 bis 1954 bestand.

## Geschichte des Labels
Das unabhängige Plattenlabel Derby Records wurde 1949 von Larry Newton mit seinem Geschäftspartner Eddie Heller in New York City gegründet. In den beiden ersten Jahren seines Bestehens war es auf den boomenden R&B-Markt in den Vereinigten Staaten ausgerichtet. Die Studioband des Labels wurde vom Tenorsaxophonisten Freddie Mitchell geleitet. In den US-Charts erfolgreich vertreten war das Label mit dem Song „Wheel of Fortune“ von Sunny Gale, arrangiert und begleitet von Eddie Wilcox. Ende 1953 gründete Newton mit Lee Magid ein weiteres Label, Central Records, was zum baldigen finanziellen Ende von Derby Records führte. Die Masterbänder wurden 1954 von RCA Records erworben und die Aufnahmen auf dem Budget-Sublabel Allegro vertrieben, das auf den boomenden Rock-’n’-Roll-Markt ausgerichtet war. Auf dem Label erschienen Aufnahmen von Joe Black, Eunice Davis, Frank Humphries, Bette McLaurin, Bob Mitchell, Jaye P. Morgan, Doc Pomus, Jimmy Preston, Tommy Reynolds, Trudy Richards, Valaida Snow, Cedric Wallace, Eddie Wilcox und Cootie Williams.

## Diskografische Hinweise
- The Derby Records Story (Acrobat, ed. 2008)